# Anthorrhiza
Anthorrhiza är ett släkte av måreväxter. Anthorrhiza ingår i familjen måreväxter.
Kladogram enligt Catalogue of Life:
| Anthorrhiza | \| \| Anthorrhiza areolata \| \| \| \| \| \| Anthorrhiza bracteosa \| \| \| \| \| \| Anthorrhiza caerulea \| \| \| \| \| \| Anthorrhiza camilla \| \| \| \| \| \| Anthorrhiza chrysacantha \| \| \| \| \| \| Anthorrhiza echinella \| \| \| \| \| \| Anthorrhiza mitis \| \| \| \| \| \| Anthorrhiza recurvispina \| \| \| \| \| \| Anthorrhiza stevensii \| \| \| \| |
|             | \| \| Anthorrhiza areolata \| \| \| \| \| \| Anthorrhiza bracteosa \| \| \| \| \| \| Anthorrhiza caerulea \| \| \| \| \| \| Anthorrhiza camilla \| \| \| \| \| \| Anthorrhiza chrysacantha \| \| \| \| \| \| Anthorrhiza echinella \| \| \| \| \| \| Anthorrhiza mitis \| \| \| \| \| \| Anthorrhiza recurvispina \| \| \| \| \| \| Anthorrhiza stevensii \| \| \| \| |
|             | Anthorrhiza areolata |
|             | |
|             | Anthorrhiza bracteosa |
|             | |
|             | Anthorrhiza caerulea |
|             | |
|             | Anthorrhiza camilla |
|             | |
|             | Anthorrhiza chrysacantha |
|             | |
|             | Anthorrhiza echinella |
|             | |
|             | Anthorrhiza mitis |
|             | |
|             | Anthorrhiza recurvispina |
|             | |
|             | Anthorrhiza stevensii |
|             | |